# Franz Bollert
Franz Carl Bollert (* 27. Juni 1836 in Berlin; † 8. November 1914 in Breslau) war ein deutscher Verwaltungsbeamter und Parlamentarier.

## Leben
Franz Bollert studierte Rechtswissenschaften an der Friedrich-Wilhelms-Universität Berlin. 1857 wurde er Mitglied des Corps Vandalia Berlin. Nach dem Studium trat er in den preußischen Staatsdienst ein. 1863/64 absolvierte er das Regierungsreferendariat bei der Regierung in Potsdam. 1864 bestand er das Regierungsassessor-Examen. 1867/68 war er Amtmann im Amt Calenberg, von 1868 bis 1875 Amtshauptmann des Amtes Osterode. Anschließend lebte er als Privatier in Muhrau bei Striegau und zuletzt in Hirschberg.
Bollert war 1879 nach einer Nachwahl ein erstes Mal für den Wahlkreis Breslau 6 (Striegau, Schweidnitz) Mitglied des Preußischen Abgeordnetenhauses. 1882–1885 saß er ein zweites Mal für denselben Wahlkreis im Abgeordnetenhaus. Er gehörte der Fraktion der Nationalliberalen Partei an.